# Claude Dosdat
Claude Dosdat, né le 11 juin 1929 à Jœuf et mort le 11 octobre 2000 à Thionville, est un footballeur français qui jouait au poste de défenseur.

## Biographie
Né à Jœuf, en Meurthe-et-Moselle, il rejoint rapidement le club phare de la région Lorraine, le FC Metz, avant de signer son premier contrat professionnel en 1949. 
Il devient rapidement un défenseur titulaire au sein de la charnière centrale du club mosellan, permettant à l’équipe, lors de la saison 1950-1951, de remonter en Division 1 en terminant vice-champion de Division 2 derrière l’Olympique lyonnais.
Au cours de la saison 1960-1961, où le FC Metz termine une nouvelle fois vice-champion de deuxième division, le joueur est contraint de mettre un terme à sa carrière à la suite d’une hernie discale, mettant fin à douze années de fidélité au club lorrain.
Le 11 octobre 2000, il décède à Thionville à l'âge de 71 ans.

## Palmarès
| FC Metz :                                   |
| ------------------------------------------- |
| - Division 2 - Vice-champion : 1951 et 1961 |